# Florian Schieder
Florian Schieder (ur. 26 grudnia 1995 w Kastelruth) – włoski narciarz alpejski.

## Kariera
Po raz pierwszy na arenie międzynarodowej pojawił się 5 grudnia 2010 roku w Selva di Val Gardena, gdzie w zawodach juniorskich w slalomie zajął 35. miejsce. W 2016 roku wystartował na mistrzostwach świata juniorów w Soczi, gdzie zajął 21. miejsce w zjeździe, 23. w supergigancie, a superkombinacji nie ukończył.
W zawodach Pucharu Świata zadebiutował 27 stycznia 2017 roku w Garmisch-Partenkirchen, gdzie zajął 39. miejsce w zjeździe. Pierwsze pucharowe punkty wywalczył 11 marca 2018 roku w Kvitfjell, plasując się na 27. pozycji w supergigancie. Na podium zawodów tego cyklu pierwszy raz stanął 20 stycznia 2023 roku w Kitzbühel, kończąc zjazd na drugiej pozycji. W zawodach tych rozdzielił Austriaka Vincenta Kriechmayra i Nielsa Hintermanna ze Szwajcarii. W sezonie 2022/2023 zajął 34. miejsce w klasyfikacji generalnej, a w klasyfikacji zjazdu był dziesiąty.
Wystartował w zjeździe podczas mistrzostw świata w Cortina d’Ampezzo w 2021 roku, jednak nie ukończył rywalizacji. Na rozgrywanych dwa lata później mistrzostwach świata w Courchevel/Méribel w tej samej konkurencji był siódmy.

## Osiągnięcia

### Mistrzostwa świata
| Miejsce | Dzień     | Rok  | Miejscowość        | Konkurencja | Czas biegu | Strata | Zwycięzca          |
| ------- | --------- | ---- | ------------------ | ----------- | ---------- | ------ | ------------------ |
| DNF     | 14 lutego | 2021 | Cortina d’Ampezzo  | Zjazd       | 1:37,79    | -      | Vincent Kriechmayr |
| 7.      | 12 lutego | 2023 | Courchevel/Méribel | Zjazd       | 1:47,05    | +1,09  | Marco Odermatt     |

### Mistrzostwa świata juniorów
| Miejsce | Dzień     | Rok  | Miejscowość | Konkurencja     | Czas biegu | Strata | Zwycięzca       |
| ------- | --------- | ---- | ----------- | --------------- | ---------- | ------ | --------------- |
| 21.     | 27 lutego | 2016 | Soczi       | Zjazd           | 1:11,66    | +1,33  | Erik Arvidsson  |
| 23.     | 29 lutego | 2016 | Soczi       | Supergigant     | 1:09,95    | +1,78  | Matthieu Bailet |
| DNF1    | 1 marca   | 2016 | Soczi       | Superkombinacja | 1:56,16    | -      | Štefan Hadalin  |

### Puchar Świata

#### Miejsca w klasyfikacji generalnej
- sezon 2017/2018: 151.
- sezon 2019/2020: 137.
- sezon 2020/2021: 119.
- sezon 2022/2023: 34.
- sezon 2023/2024:

#### Miejsca na podium w zawodach
1. Kitzbühel – 20 stycznia 2023 (zjazd) – 2. miejsce
2. Kitzbühel – 19 stycznia 2024 (zjazd) – 2. miejsce